# Come (Prince)
Come è il quindicesimo album da studio del cantante e musicista statunitense Prince, pubblicato nel 1994 dall'etichetta Warner Bros. Records.

## Tracce
Testi e musiche di Prince, eccetto dove indicato.
1. Come – 11:13
2. Space – 4:28
3. Pheromone – 5:08
4. Loose! – 3:26
5. Papa – 2:48
6. Race – 4:28
7. Dark – 6:10
8. Solo – 3:48 (Prince, David Henry Hwang)
9. Letitgo – 5:32
10. Orgasm – 1:39

Bonus tracks vinile promozionale
1. Space (Universal Love Remix) – 6:10
2. Space (Funky Stuff Remix) – 5:42
3. Letitgo (QDIII Instrumental Mix) – 5:00 – (retitled "Instrumental" for single release)
4. Letitgo (JH. Swift #3 Instrumental) – 5:43 – (retitled "(-) Sherm Stick Edit" for single release)

## Classifiche
| Classifica (1994) | Posizione massima |
| ----------------- | ----------------- |
| Australia         | 2                 |
| Austria           | 4                 |
| Canada            | 34                |
| Francia           | 2                 |
| Germania          | 9                 |
| Italia            | 9                 |
| Norvegia          | 7                 |
| Nuova Zelanda     | 16                |
| Paesi Bassi       | 4                 |
| Regno Unito       | 1                 |
| Stati Uniti       | 15                |
| Stati Uniti (R&B) | 2                 |
| Svezia            | 7                 |
| Svizzera          | 4                 |